# باريس روبيه للسيدات 2022
باريس روبيه للسيدات 2022 (بالفرنسية: Paris-Roubaix Femmes 2022)‏ هو سباق دراجات هوائية، وهو الموسم الثاني من باريس روبيه للسيدات ‏، وأقيم في 16 أبريل 2022 ضمن سباقات طواف العالم للدراجات للسيدات 2022، وشارك فيه 139 متسابقاً ووصل إلى نهايته 98 متسابقاً.
فاز بالمركز الأول إليسا ونغو بورغيني، وبالمركز الثاني لوت كوبيكي، وبالمركز الثالث لوسيندا براند.

## الفرق
| فرق سيدات عالمية (14)- كانيون–إس آر إيه إم ريسينغ 2022 ‏ - EF Education–Tibco–SVB ‏ - FDJ–Suez ‏ - رالي سايكلنج 2022 ‏ - ليف ريسينغ 2022 ‏ - موفيستار للسيدات 2022 ‏ - فريق رولان كوجياس إديلويس 2022 ‏ - Liv AlUla Jayco ‏ - فريق سنويب للسيدات 2022 ‏ - جامبو فيسما للسيدات 2022 ‏ - إس دي وركس 2022 ‏ - Lidl–Trek (women's team) ‏ - يو أي أيه تيم 2022 ‏ - فريق أونو إكس برو للدراجات للسيدات 2022 ‏ فرق دراجات قارية سيدات (10)- Ceratizit Pro Cycling ‏ - باركهوتل فالكنبورغ 2022 ‏ - فالكار ترافل سيرفس 2022 ‏ - اركيا للسيدات 2022 ‏ - Cofidis Women Team ‏ - لي كول واهو 2022 ‏ - إن إكس تي جي ريسينغ 2022 ‏ - بلانتور بورا 2022 ‏ - استاد روشليه شارينت ماريتايم 2022 ‏ - St. Michel–Preference Home–Auber93 (women's team) ‏ |  |
| |  |

## المشاركون
| Lidl–Trek (women's team) ‏ TFS | Lidl–Trek (women's team) ‏ TFS | Lidl–Trek (women's team) ‏ TFS |
| ----------------------------- | ----------------------------- | ----------------------------- |
| م                             | عداء                          | مرتبة                         |
| 1                             | إليسا بالسامو (طريق)          | لم يكمل السباق                |
| 2                             | لوسيندا براند                 | 3                             |
| 3                             | Audrey Cordon-Ragot           | 27                            |
| 4                             | كلو هوسكينغ                   | 76                            |
| 5                             | إليسا ونغو بورغيني (طريق)     | 1                             |
| 6                             | Ellen van Dijk (طريق)         | 7                             |

| جامبو فيسما للسيدات ‏ TJV | جامبو فيسما للسيدات ‏ TJV | جامبو فيسما للسيدات ‏ TJV |
| ------------------------ | ------------------------ | ------------------------ |
| م                        | عداء                     | مرتبة                    |
| 11                       | ماريان فوس               | لم يكمل السباق           |
| 12                       | Teuntje Beekhuis ‏        | 14                       |
| 13                       | رومي كاسبر               | 19                       |
| 14                       | ريجان ماركوس             | 31                       |
| 15                       | Linda Riedmann ‏          | لم يكمل السباق           |
| 16                       | Coryn Labecki            | 24                       |

| إس دي وركس ‏ SDW | إس دي وركس ‏ SDW             | إس دي وركس ‏ SDW |
| --------------- | --------------------------- | --------------- |
| م               | عداء                        | مرتبة           |
| 21              | لوت كوبيكي (طريق)           | 2               |
| 22              | إيلينا سيتشيني              | لم يكمل السباق  |
| 23              | روكسان فورنييه              | 47              |
| 24              | كريستين ماجروس (طريق)       | 26              |
| 25              | Lonneke Uneken ‏             | 98              |
| 26              | Chantal van den Broek-Blaak | 8               |

| يو أي أيه تيم ‏ UAD | يو أي أيه تيم ‏ UAD  | يو أي أيه تيم ‏ UAD |
| ------------------ | ------------------- | ------------------ |
| م                  | عداء                | مرتبة              |
| 31                 | مارتا باستيانيلي    | 15                 |
| 32                 | Maaike Boogaard ‏    | 46                 |
| 33                 | يوجينة بوجاك (طريق) | 66                 |
| 34                 | Alena Ivanchenko ‏   | لم يكمل السباق     |
| 35                 | Maria Novolodskaya ‏ | لم يكمل السباق     |
| 36                 | Laura Tomasi ‏       | 79                 |

| موفيستار للسيدات ‏ MOV | موفيستار للسيدات ‏ MOV         | موفيستار للسيدات ‏ MOV |
| --------------------- | ----------------------------- | --------------------- |
| م                     | عداء                          | مرتبة                 |
| 41                    | Emma Norsgaard                | 11                    |
| 42                    | أود بيانيك                    | 44                    |
| 43                    | Jelena Erić (cyclist) ‏ (طريق) | 33                    |
| 44                    | أليسيا غونزاليس بلانكو        | لم يكمل السباق        |
| 45                    | باربرا جوارشي                 | 40                    |
| 46                    | Lourdes Oyarbide ‏             | 81                    |

| فريق سنويب للسيدات ‏ DSM | فريق سنويب للسيدات ‏ DSM | فريق سنويب للسيدات ‏ DSM |
| ----------------------- | ----------------------- | ----------------------- |
| م                       | عداء                    | مرتبة                   |
| 51                      | لورينا ويبيس            | 45                      |
| 52                      | فايفر جورجي (طريق)      | 9                       |
| 53                      | Megan Jastrab ‏          | 39                      |
| 54                      | Charlotte Kool ‏         | 85                      |
| 55                      | فلورتجي ماكايج          | 6                       |
| 56                      | Elise Uijen ‏            | 64                      |

| FDJ–Suez ‏ FSF | FDJ–Suez ‏ FSF      | FDJ–Suez ‏ FSF |
| ------------- | ------------------ | ------------- |
| م             | عداء               | مرتبة         |
| 61            | مارتا كافالي       | 5             |
| 62            | Stine Borgli ‏      | 63            |
| 63            | غريس براون         | 12            |
| 64            | أوجيني دوفال       | 72            |
| 65            | Maëlle Grossetête ‏ | 35            |
| 66            | Marie Le Net ‏      | 28            |

| دروبز ‏ DRP | دروبز ‏ DRP               | دروبز ‏ DRP     |
| ---------- | ------------------------ | -------------- |
| م          | عداء                     | مرتبة          |
| 71         | Marjolein van 't Geloof ‏ | 57             |
| 72         | Eluned King ‏             | لم يكمل السباق |
| 73         | ماريا مارتينز (طريق)     | 37             |
| 74         | Flora Perkins ‏           | لم يكمل السباق |
| 75         | April Tacey ‏             | 91             |
| 76         | غلاديس فيرهلست ‏          | 59             |

| اركيا للسيدات ‏ ARK | اركيا للسيدات ‏ ARK       | اركيا للسيدات ‏ ARK |
| ------------------ | ------------------------ | ------------------ |
| م                  | عداء                     | مرتبة              |
| 81                 | Lucie Jounier ‏           | 69                 |
| 82                 | Amandine Fouquenet ‏      | 30                 |
| 83                 | Typhaine Laurance ‏       | لم يكمل السباق     |
| 84                 | Marie-Morgane Le Deunff ‏ | لم يكمل السباق     |
| 85                 | Anaïs Morichon ‏          | 36                 |
| 86                 | Greta Richioud ‏          | لم يكمل السباق     |

| Ceratizit Pro Cycling ‏ WNT | Ceratizit Pro Cycling ‏ WNT    | Ceratizit Pro Cycling ‏ WNT |
| -------------------------- | ----------------------------- | -------------------------- |
| م                          | عداء                          | مرتبة                      |
| 91                         | ماريا جوليا كونفالونيري       | 84                         |
| 92                         | ساندرا ألونسو                 | 10                         |
| 93                         | فرانزيسكا بروس                | 78                         |
| 94                         | Marta Lach ‏                   | 22                         |
| 95                         | Kathrin Schweinberger ‏ (طريق) | لم يكمل السباق             |
| 96                         | Lara Vieceli ‏                 | لم يكمل السباق             |

| Liv AlUla Jayco ‏ BEX | Liv AlUla Jayco ‏ BEX | Liv AlUla Jayco ‏ BEX |
| -------------------- | -------------------- | -------------------- |
| م                    | عداء                 | مرتبة                |
| 101                  | جيسيكا ألين          | لم يكمل السباق       |
| 102                  | Teniel Campbell ‏     | 42                   |
| 103                  | نينا كيسلر           | لم يكمل السباق       |
| 104                  | Ruby Roseman-Gannon ‏ | 52                   |

| كانيون–إس آر إيه إم ‏ CSR | كانيون–إس آر إيه إم ‏ CSR | كانيون–إس آر إيه إم ‏ CSR |
| ------------------------ | ------------------------ | ------------------------ |
| م                        | عداء                     | مرتبة                    |
| 111                      | Alice Barnes             | 34                       |
| 112                      | Shari Bossuyt ‏           | 48                       |
| 113                      | Elise Chabbey ‏           | 4                        |
| 114                      | تيفاني كرومويل           | 16                       |
| 115                      | ليزا كلاين               | 77                       |
| 116                      | سارة روي                 | 41                       |

| فالكار سيلانس ‏ VAL | فالكار سيلانس ‏ VAL   | فالكار سيلانس ‏ VAL |
| ------------------ | -------------------- | ------------------ |
| م                  | عداء                 | مرتبة              |
| 121                | كيارا كونسوني        | 25                 |
| 122                | Alice Maria Arzuffi ‏ | لم يكمل السباق     |
| 123                | Karolina Kumięga ‏    | 55                 |
| 124                | Silvia Persico ‏      | لم يكمل السباق     |
| 125                | Ilaria Sanguineti ‏   | لم يكمل السباق     |
| 126                | Margaux Vigié ‏       | 71                 |

| ليف ريسينغ ‏ LIV | ليف ريسينغ ‏ LIV      | ليف ريسينغ ‏ LIV |
| --------------- | -------------------- | --------------- |
| م               | عداء                 | مرتبة           |
| 131             | Valerie Demey ‏       | 21              |
| 132             | أليسون جاكسون (طريق) | 13              |
| 133             | Katia Ragusa ‏        | 88              |
| 134             | Silke Smulders ‏      | لم يكمل السباق  |
| 135             | Amber van der Hulst ‏ | 38              |

| إن إكس تي جي ريسينغ ‏ AGI | إن إكس تي جي ريسينغ ‏ AGI | إن إكس تي جي ريسينغ ‏ AGI |
| ------------------------ | ------------------------ | ------------------------ |
| م                        | عداء                     | مرتبة                    |
| 141                      | Mylène de Zoete ‏         | لم يكمل السباق           |
| 142                      | Senne Knaven ‏            | لم يكمل السباق           |
| 143                      | Gaia Masetti ‏            | 68                       |
| 144                      | Ilse Pluimers ‏           | 23                       |
| 145                      | Maud Rijnbeek ‏           | 53                       |
| 146                      | Eline Van Rooijen ‏       | لم يكمل السباق           |

| باركهوتل فالكنبورغ ‏ PHV | باركهوتل فالكنبورغ ‏ PHV | باركهوتل فالكنبورغ ‏ PHV |
| ----------------------- | ----------------------- | ----------------------- |
| م                       | عداء                    | مرتبة                   |
| 151                     | فيمكا ماركوس            | 18                      |
| 152                     | Leonie Bos ‏             | لم يكمل السباق          |
| 153                     | Mischa Bredewold ‏       | 58                      |
| 154                     | Lieke Nooijen ‏          | لم يكمل السباق          |
| 155                     | كيرستي فان هافتن        | لم يكمل السباق          |
| 156                     | Sofie van Rooijen ‏      | لم يكمل السباق          |

| EF Education–Tibco–SVB ‏ TIB | EF Education–Tibco–SVB ‏ TIB | EF Education–Tibco–SVB ‏ TIB |
| --------------------------- | --------------------------- | --------------------------- |
| م                           | عداء                        | مرتبة                       |
| 161                         | Letizia Borghesi ‏           | لم يكمل السباق              |
| 162                         | Tanja Erath ‏                | 87                          |
| 163                         | Clara Honsinger ‏            | 29                          |
| 164                         | Emma Langley ‏               | لم يكمل السباق              |
| 165                         | Abi Smith ‏                  | 54                          |
| 166                         | Magdeleine Vallieres ‏       | 74                          |

| Cofidis Women Team ‏ COF | Cofidis Women Team ‏ COF  | Cofidis Women Team ‏ COF |
| ----------------------- | ------------------------ | ----------------------- |
| م                       | عداء                     | مرتبة                   |
| 171                     | Martina Alzini ‏          | 50                      |
| 172                     | Victoire Berteau ‏        | 17                      |
| 173                     | Alana Castrique ‏         | 20                      |
| 174                     | فالنتاين فورتين          | لم يكمل السباق          |
| 175                     | Cédrine Kerbaol ‏         | 60                      |
| 176                     | Gabrielle Pilote Fortin ‏ | لم يكمل السباق          |

| بلانتور بورا سيلينج تيم ‏ ___ | بلانتور بورا سيلينج تيم ‏ ___ | بلانتور بورا سيلينج تيم ‏ ___ |
| ---------------------------- | ---------------------------- | ---------------------------- |
| م                            | عداء                         | مرتبة                        |
| 181                          | ساني كانت                    | 62                           |
| 182                          | Manon Bakker ‏                | 80                           |
| 183                          | Kim de Baat ‏                 | لم يكمل السباق               |
| 184                          | Julie De Wilde ‏              | لم يكمل السباق               |
| 185                          | Marion Norbert-Riberolle ‏    | 97                           |
| 186                          | Aniek van Alphen ‏            | 73                           |

| St. Michel–Preference Home–Auber93 (women's team) ‏ AUB | St. Michel–Preference Home–Auber93 (women's team) ‏ AUB | St. Michel–Preference Home–Auber93 (women's team) ‏ AUB |
| ------------------------------------------------------ | ------------------------------------------------------ | ------------------------------------------------------ |
| م                                                      | عداء                                                   | مرتبة                                                  |
| 191                                                    | Élodie Le Bail‏                                         | لم يكمل السباق                                         |
| 192                                                    | Alison Avoine ‏                                         | 89                                                     |
| 193                                                    | Simone Boilard ‏                                        | 61                                                     |
| 194                                                    | Perrine Clauzel ‏                                       | 67                                                     |
| 195                                                    | Barbara Fonseca ‏                                       | 70                                                     |
| 196                                                    | Margot Pompanon ‏                                       | 65                                                     |

| فريق أونو إكس برو للدراجات للسيدات ‏ UXT | فريق أونو إكس برو للدراجات للسيدات ‏ UXT | فريق أونو إكس برو للدراجات للسيدات ‏ UXT |
| --------------------------------------- | --------------------------------------- | --------------------------------------- |
| م                                       | عداء                                    | مرتبة                                   |
| 201                                     | Anniina Ahtosalo ‏                       | 56                                      |
| 202                                     | سوزان أندرسن                            | 43                                      |
| 203                                     | هانا بارنز                              | 83                                      |
| 204                                     | Julie Norman Leth ‏                      | 32                                      |
| 205                                     | Amalie Lutro ‏                           | 86                                      |
| 206                                     | Mie Bjørndal Ottestad ‏                  | 95                                      |

| شارينت ماريتايم سيلينج للسيدات ‏ CMW | شارينت ماريتايم سيلينج للسيدات ‏ CMW | شارينت ماريتايم سيلينج للسيدات ‏ CMW |
| ----------------------------------- | ----------------------------------- | ----------------------------------- |
| م                                   | عداء                                | مرتبة                               |
| 211                                 | India Grangier ‏                     | 92                                  |
| 212                                 | Noémie Abgrall ‏                     | 96                                  |
| 213                                 | Frances Janse van Rensburg ‏ (طريق)  | 93                                  |
| 214                                 | Anastasiya Kolesava ‏                | لم يكمل السباق                      |
| 215                                 | Kristina Nenadovic ‏                 | لم يكمل السباق                      |
| 216                                 | Maëva Squiban ‏                      | لم يكمل السباق                      |

| رالي سايكلنج ‏ HPW | رالي سايكلنج ‏ HPW   | رالي سايكلنج ‏ HPW |
| ----------------- | ------------------- | ----------------- |
| م                 | عداء                | مرتبة             |
| 221               | ميكي كروجر          | 75                |
| 222               | Henrietta Christie ‏ | 90                |
| 223               | Katie Clouse ‏       | لم يكمل السباق    |
| 224               | Evy Kuijpers ‏       | 82                |
| 225               | Makayla MacPherson‏  | لم يكمل السباق    |
| 226               | ليلي وليامز         | 49                |

| فريق كوجياس ميتلر لوك برو للدراجات ‏ CGS | فريق كوجياس ميتلر لوك برو للدراجات ‏ CGS | فريق كوجياس ميتلر لوك برو للدراجات ‏ CGS |
| --------------------------------------- | --------------------------------------- | --------------------------------------- |
| م                                       | عداء                                    | مرتبة                                   |
| 231                                     | Hannah Buch ‏                            | لم يكمل السباق                          |
| 232                                     | تمارا بالابولينا ‏                       | 51                                      |
| 233                                     | Rotem Gafinovitz ‏                       | 94                                      |
| 234                                     | ديانا كليموفا                           | لم يكمل السباق                          |
| 235                                     | Aline Seitz ‏                            | لم يكمل السباق                          |
| 236                                     | أولغا زابيلينسكايا                      | لم يكمل السباق                          |

| Lidl–Trek (women's team) ‏ TFS | Lidl–Trek (women's team) ‏ TFS | Lidl–Trek (women's team) ‏ TFS |
| ----------------------------- | ----------------------------- | ----------------------------- |
| م                             | عداء                          | مرتبة                         |
| 1                             | إليسا بالسامو (طريق)          | لم يكمل السباق                |
| 2                             | لوسيندا براند                 | 3                             |
| 3                             | Audrey Cordon-Ragot           | 27                            |
| 4                             | كلو هوسكينغ                   | 76                            |
| 5                             | إليسا ونغو بورغيني (طريق)     | 1                             |
| 6                             | Ellen van Dijk (طريق)         | 7                             |

| جامبو فيسما للسيدات ‏ TJV | جامبو فيسما للسيدات ‏ TJV | جامبو فيسما للسيدات ‏ TJV |
| ------------------------ | ------------------------ | ------------------------ |
| م                        | عداء                     | مرتبة                    |
| 11                       | ماريان فوس               | لم يكمل السباق           |
| 12                       | Teuntje Beekhuis ‏        | 14                       |
| 13                       | رومي كاسبر               | 19                       |
| 14                       | ريجان ماركوس             | 31                       |
| 15                       | Linda Riedmann ‏          | لم يكمل السباق           |
| 16                       | Coryn Labecki            | 24                       |

| إس دي وركس ‏ SDW | إس دي وركس ‏ SDW             | إس دي وركس ‏ SDW |
| --------------- | --------------------------- | --------------- |
| م               | عداء                        | مرتبة           |
| 21              | لوت كوبيكي (طريق)           | 2               |
| 22              | إيلينا سيتشيني              | لم يكمل السباق  |
| 23              | روكسان فورنييه              | 47              |
| 24              | كريستين ماجروس (طريق)       | 26              |
| 25              | Lonneke Uneken ‏             | 98              |
| 26              | Chantal van den Broek-Blaak | 8               |

| يو أي أيه تيم ‏ UAD | يو أي أيه تيم ‏ UAD  | يو أي أيه تيم ‏ UAD |
| ------------------ | ------------------- | ------------------ |
| م                  | عداء                | مرتبة              |
| 31                 | مارتا باستيانيلي    | 15                 |
| 32                 | Maaike Boogaard ‏    | 46                 |
| 33                 | يوجينة بوجاك (طريق) | 66                 |
| 34                 | Alena Ivanchenko ‏   | لم يكمل السباق     |
| 35                 | Maria Novolodskaya ‏ | لم يكمل السباق     |
| 36                 | Laura Tomasi ‏       | 79                 |

| موفيستار للسيدات ‏ MOV | موفيستار للسيدات ‏ MOV         | موفيستار للسيدات ‏ MOV |
| --------------------- | ----------------------------- | --------------------- |
| م                     | عداء                          | مرتبة                 |
| 41                    | Emma Norsgaard                | 11                    |
| 42                    | أود بيانيك                    | 44                    |
| 43                    | Jelena Erić (cyclist) ‏ (طريق) | 33                    |
| 44                    | أليسيا غونزاليس بلانكو        | لم يكمل السباق        |
| 45                    | باربرا جوارشي                 | 40                    |
| 46                    | Lourdes Oyarbide ‏             | 81                    |

| فريق سنويب للسيدات ‏ DSM | فريق سنويب للسيدات ‏ DSM | فريق سنويب للسيدات ‏ DSM |
| ----------------------- | ----------------------- | ----------------------- |
| م                       | عداء                    | مرتبة                   |
| 51                      | لورينا ويبيس            | 45                      |
| 52                      | فايفر جورجي (طريق)      | 9                       |
| 53                      | Megan Jastrab ‏          | 39                      |
| 54                      | Charlotte Kool ‏         | 85                      |
| 55                      | فلورتجي ماكايج          | 6                       |
| 56                      | Elise Uijen ‏            | 64                      |

| FDJ–Suez ‏ FSF | FDJ–Suez ‏ FSF      | FDJ–Suez ‏ FSF |
| ------------- | ------------------ | ------------- |
| م             | عداء               | مرتبة         |
| 61            | مارتا كافالي       | 5             |
| 62            | Stine Borgli ‏      | 63            |
| 63            | غريس براون         | 12            |
| 64            | أوجيني دوفال       | 72            |
| 65            | Maëlle Grossetête ‏ | 35            |
| 66            | Marie Le Net ‏      | 28            |

| دروبز ‏ DRP | دروبز ‏ DRP               | دروبز ‏ DRP     |
| ---------- | ------------------------ | -------------- |
| م          | عداء                     | مرتبة          |
| 71         | Marjolein van 't Geloof ‏ | 57             |
| 72         | Eluned King ‏             | لم يكمل السباق |
| 73         | ماريا مارتينز (طريق)     | 37             |
| 74         | Flora Perkins ‏           | لم يكمل السباق |
| 75         | April Tacey ‏             | 91             |
| 76         | غلاديس فيرهلست ‏          | 59             |

| اركيا للسيدات ‏ ARK | اركيا للسيدات ‏ ARK       | اركيا للسيدات ‏ ARK |
| ------------------ | ------------------------ | ------------------ |
| م                  | عداء                     | مرتبة              |
| 81                 | Lucie Jounier ‏           | 69                 |
| 82                 | Amandine Fouquenet ‏      | 30                 |
| 83                 | Typhaine Laurance ‏       | لم يكمل السباق     |
| 84                 | Marie-Morgane Le Deunff ‏ | لم يكمل السباق     |
| 85                 | Anaïs Morichon ‏          | 36                 |
| 86                 | Greta Richioud ‏          | لم يكمل السباق     |

| Ceratizit Pro Cycling ‏ WNT | Ceratizit Pro Cycling ‏ WNT    | Ceratizit Pro Cycling ‏ WNT |
| -------------------------- | ----------------------------- | -------------------------- |
| م                          | عداء                          | مرتبة                      |
| 91                         | ماريا جوليا كونفالونيري       | 84                         |
| 92                         | ساندرا ألونسو                 | 10                         |
| 93                         | فرانزيسكا بروس                | 78                         |
| 94                         | Marta Lach ‏                   | 22                         |
| 95                         | Kathrin Schweinberger ‏ (طريق) | لم يكمل السباق             |
| 96                         | Lara Vieceli ‏                 | لم يكمل السباق             |

| Liv AlUla Jayco ‏ BEX | Liv AlUla Jayco ‏ BEX | Liv AlUla Jayco ‏ BEX |
| -------------------- | -------------------- | -------------------- |
| م                    | عداء                 | مرتبة                |
| 101                  | جيسيكا ألين          | لم يكمل السباق       |
| 102                  | Teniel Campbell ‏     | 42                   |
| 103                  | نينا كيسلر           | لم يكمل السباق       |
| 104                  | Ruby Roseman-Gannon ‏ | 52                   |

| كانيون–إس آر إيه إم ‏ CSR | كانيون–إس آر إيه إم ‏ CSR | كانيون–إس آر إيه إم ‏ CSR |
| ------------------------ | ------------------------ | ------------------------ |
| م                        | عداء                     | مرتبة                    |
| 111                      | Alice Barnes             | 34                       |
| 112                      | Shari Bossuyt ‏           | 48                       |
| 113                      | Elise Chabbey ‏           | 4                        |
| 114                      | تيفاني كرومويل           | 16                       |
| 115                      | ليزا كلاين               | 77                       |
| 116                      | سارة روي                 | 41                       |

| فالكار سيلانس ‏ VAL | فالكار سيلانس ‏ VAL   | فالكار سيلانس ‏ VAL |
| ------------------ | -------------------- | ------------------ |
| م                  | عداء                 | مرتبة              |
| 121                | كيارا كونسوني        | 25                 |
| 122                | Alice Maria Arzuffi ‏ | لم يكمل السباق     |
| 123                | Karolina Kumięga ‏    | 55                 |
| 124                | Silvia Persico ‏      | لم يكمل السباق     |
| 125                | Ilaria Sanguineti ‏   | لم يكمل السباق     |
| 126                | Margaux Vigié ‏       | 71                 |

| ليف ريسينغ ‏ LIV | ليف ريسينغ ‏ LIV      | ليف ريسينغ ‏ LIV |
| --------------- | -------------------- | --------------- |
| م               | عداء                 | مرتبة           |
| 131             | Valerie Demey ‏       | 21              |
| 132             | أليسون جاكسون (طريق) | 13              |
| 133             | Katia Ragusa ‏        | 88              |
| 134             | Silke Smulders ‏      | لم يكمل السباق  |
| 135             | Amber van der Hulst ‏ | 38              |

| إن إكس تي جي ريسينغ ‏ AGI | إن إكس تي جي ريسينغ ‏ AGI | إن إكس تي جي ريسينغ ‏ AGI |
| ------------------------ | ------------------------ | ------------------------ |
| م                        | عداء                     | مرتبة                    |
| 141                      | Mylène de Zoete ‏         | لم يكمل السباق           |
| 142                      | Senne Knaven ‏            | لم يكمل السباق           |
| 143                      | Gaia Masetti ‏            | 68                       |
| 144                      | Ilse Pluimers ‏           | 23                       |
| 145                      | Maud Rijnbeek ‏           | 53                       |
| 146                      | Eline Van Rooijen ‏       | لم يكمل السباق           |

| باركهوتل فالكنبورغ ‏ PHV | باركهوتل فالكنبورغ ‏ PHV | باركهوتل فالكنبورغ ‏ PHV |
| ----------------------- | ----------------------- | ----------------------- |
| م                       | عداء                    | مرتبة                   |
| 151                     | فيمكا ماركوس            | 18                      |
| 152                     | Leonie Bos ‏             | لم يكمل السباق          |
| 153                     | Mischa Bredewold ‏       | 58                      |
| 154                     | Lieke Nooijen ‏          | لم يكمل السباق          |
| 155                     | كيرستي فان هافتن        | لم يكمل السباق          |
| 156                     | Sofie van Rooijen ‏      | لم يكمل السباق          |

| EF Education–Tibco–SVB ‏ TIB | EF Education–Tibco–SVB ‏ TIB | EF Education–Tibco–SVB ‏ TIB |
| --------------------------- | --------------------------- | --------------------------- |
| م                           | عداء                        | مرتبة                       |
| 161                         | Letizia Borghesi ‏           | لم يكمل السباق              |
| 162                         | Tanja Erath ‏                | 87                          |
| 163                         | Clara Honsinger ‏            | 29                          |
| 164                         | Emma Langley ‏               | لم يكمل السباق              |
| 165                         | Abi Smith ‏                  | 54                          |
| 166                         | Magdeleine Vallieres ‏       | 74                          |

| Cofidis Women Team ‏ COF | Cofidis Women Team ‏ COF  | Cofidis Women Team ‏ COF |
| ----------------------- | ------------------------ | ----------------------- |
| م                       | عداء                     | مرتبة                   |
| 171                     | Martina Alzini ‏          | 50                      |
| 172                     | Victoire Berteau ‏        | 17                      |
| 173                     | Alana Castrique ‏         | 20                      |
| 174                     | فالنتاين فورتين          | لم يكمل السباق          |
| 175                     | Cédrine Kerbaol ‏         | 60                      |
| 176                     | Gabrielle Pilote Fortin ‏ | لم يكمل السباق          |

| بلانتور بورا سيلينج تيم ‏ ___ | بلانتور بورا سيلينج تيم ‏ ___ | بلانتور بورا سيلينج تيم ‏ ___ |
| ---------------------------- | ---------------------------- | ---------------------------- |
| م                            | عداء                         | مرتبة                        |
| 181                          | ساني كانت                    | 62                           |
| 182                          | Manon Bakker ‏                | 80                           |
| 183                          | Kim de Baat ‏                 | لم يكمل السباق               |
| 184                          | Julie De Wilde ‏              | لم يكمل السباق               |
| 185                          | Marion Norbert-Riberolle ‏    | 97                           |
| 186                          | Aniek van Alphen ‏            | 73                           |

| St. Michel–Preference Home–Auber93 (women's team) ‏ AUB | St. Michel–Preference Home–Auber93 (women's team) ‏ AUB | St. Michel–Preference Home–Auber93 (women's team) ‏ AUB |
| ------------------------------------------------------ | ------------------------------------------------------ | ------------------------------------------------------ |
| م                                                      | عداء                                                   | مرتبة                                                  |
| 191                                                    | Élodie Le Bail‏                                         | لم يكمل السباق                                         |
| 192                                                    | Alison Avoine ‏                                         | 89                                                     |
| 193                                                    | Simone Boilard ‏                                        | 61                                                     |
| 194                                                    | Perrine Clauzel ‏                                       | 67                                                     |
| 195                                                    | Barbara Fonseca ‏                                       | 70                                                     |
| 196                                                    | Margot Pompanon ‏                                       | 65                                                     |

| فريق أونو إكس برو للدراجات للسيدات ‏ UXT | فريق أونو إكس برو للدراجات للسيدات ‏ UXT | فريق أونو إكس برو للدراجات للسيدات ‏ UXT |
| --------------------------------------- | --------------------------------------- | --------------------------------------- |
| م                                       | عداء                                    | مرتبة                                   |
| 201                                     | Anniina Ahtosalo ‏                       | 56                                      |
| 202                                     | سوزان أندرسن                            | 43                                      |
| 203                                     | هانا بارنز                              | 83                                      |
| 204                                     | Julie Norman Leth ‏                      | 32                                      |
| 205                                     | Amalie Lutro ‏                           | 86                                      |
| 206                                     | Mie Bjørndal Ottestad ‏                  | 95                                      |

| شارينت ماريتايم سيلينج للسيدات ‏ CMW | شارينت ماريتايم سيلينج للسيدات ‏ CMW | شارينت ماريتايم سيلينج للسيدات ‏ CMW |
| ----------------------------------- | ----------------------------------- | ----------------------------------- |
| م                                   | عداء                                | مرتبة                               |
| 211                                 | India Grangier ‏                     | 92                                  |
| 212                                 | Noémie Abgrall ‏                     | 96                                  |
| 213                                 | Frances Janse van Rensburg ‏ (طريق)  | 93                                  |
| 214                                 | Anastasiya Kolesava ‏                | لم يكمل السباق                      |
| 215                                 | Kristina Nenadovic ‏                 | لم يكمل السباق                      |
| 216                                 | Maëva Squiban ‏                      | لم يكمل السباق                      |

| رالي سايكلنج ‏ HPW | رالي سايكلنج ‏ HPW   | رالي سايكلنج ‏ HPW |
| ----------------- | ------------------- | ----------------- |
| م                 | عداء                | مرتبة             |
| 221               | ميكي كروجر          | 75                |
| 222               | Henrietta Christie ‏ | 90                |
| 223               | Katie Clouse ‏       | لم يكمل السباق    |
| 224               | Evy Kuijpers ‏       | 82                |
| 225               | Makayla MacPherson‏  | لم يكمل السباق    |
| 226               | ليلي وليامز         | 49                |

| فريق كوجياس ميتلر لوك برو للدراجات ‏ CGS | فريق كوجياس ميتلر لوك برو للدراجات ‏ CGS | فريق كوجياس ميتلر لوك برو للدراجات ‏ CGS |
| --------------------------------------- | --------------------------------------- | --------------------------------------- |
| م                                       | عداء                                    | مرتبة                                   |
| 231                                     | Hannah Buch ‏                            | لم يكمل السباق                          |
| 232                                     | تمارا بالابولينا ‏                       | 51                                      |
| 233                                     | Rotem Gafinovitz ‏                       | 94                                      |
| 234                                     | ديانا كليموفا                           | لم يكمل السباق                          |
| 235                                     | Aline Seitz ‏                            | لم يكمل السباق                          |
| 236                                     | أولغا زابيلينسكايا                      | لم يكمل السباق                          |

## التصنيف العام النهائي
| التصنيف العام         | التصنيف العام               | التصنيف العام   | التصنيف العام             | التصنيف العام |
| العداء                | العداء                      | البلد           | الفريق                    | الوقت         |
| --------------------- | --------------------------- | --------------- | ------------------------- | ------------- |
| 1                     | إليسا ونغو بورغيني          | إيطاليا         | Lidl–Trek (women's team) ‏ | 3 س 10 د 54 ث |
| 2                     | لوت كوبيكي                  | بلجيكا          | إس دي وركس ‏               | + 23 ث        |
| 3                     | لوسيندا براند               | هولندا          | Lidl–Trek (women's team) ‏ | + 23 ث        |
| 4                     | Elise Chabbey ‏              | سويسرا          | كانيون–إس آر إيه إم ‏      | + 23 ث        |
| 5                     | مارتا كافالي                | إيطاليا         | FDJ–Suez ‏                 | + 23 ث        |
| 6                     | فلورتجي ماكايج              | هولندا          | فريق سنويب للسيدات ‏       | + 23 ث        |
| 7                     | Ellen van Dijk              | هولندا          | Lidl–Trek (women's team) ‏ | + 23 ث        |
| 8                     | Chantal van den Broek-Blaak | هولندا          | إس دي وركس ‏               | + 32 ث        |
| 9                     | فايفر جورجي                 | المملكة المتحدة | فريق سنويب للسيدات ‏       | + 2 د 22 ث    |
| 10                    | ساندرا ألونسو               | إسبانيا         | Ceratizit Pro Cycling ‏    | + 2 د 22 ث    |
| مصدر: ProCyclingStats |                             |                 |                           |               |

### تصنيف النقاط
| تصنيف النقاط          | تصنيف النقاط                | تصنيف النقاط | تصنيف النقاط              | تصنيف النقاط |
| العداء                | العداء                      | البلد        | الفريق                    | النقاط       |
| --------------------- | --------------------------- | ------------ | ------------------------- | ------------ |
| 1                     | لوت كوبيكي                  | بلجيكا       | إس دي وركس ‏               | 1680 نقطة    |
| 2                     | إليسا بالسامو               | إيطاليا      | Lidl–Trek (women's team) ‏ | 1636 نقطة    |
| 3                     | أنيميك فان فليوتن           | هولندا       | موفيستار للسيدات ‏         | 860 نقطة     |
| 4                     | لورينا ويبيس                | هولندا       | فريق سنويب للسيدات ‏       | 720 نقطة     |
| 5                     | مارتا باستيانيلي            | إيطاليا      | يو أي أيه تيم ‏            | 692 نقطة     |
| 6                     | مارتا كافالي                | إيطاليا      | FDJ–Suez ‏                 | 612 نقطة     |
| 7                     | Chantal van den Broek-Blaak | هولندا       | إس دي وركس ‏               | 604 نقطة     |
| 8                     | إليسا ونغو بورغيني          | إيطاليا      | Lidl–Trek (women's team) ‏ | 556 نقطة     |
| 9                     | Elise Chabbey ‏              | سويسرا       | كانيون–إس آر إيه إم ‏      | 512 نقطة     |
| 10                    | Katarzyna Niewiadoma        | بولندا       | كانيون–إس آر إيه إم ‏      | 508 نقطة     |
| مصدر: ProCyclingStats |                             |              |                           |              |

## تصنيف الفرق

### الفرق حسب النقاط
| ترتيب الفرق حسب النقاط | ترتيب الفرق حسب النقاط              | ترتيب الفرق حسب النقاط   | ترتيب الفرق حسب النقاط |
| الفريق                 | الفريق                              | البلد                    | النقاط                 |
| ---------------------- | ----------------------------------- | ------------------------ | ---------------------- |
| 1                      | إس دي وركس 2022 ‏                    | هولندا                   | 3964 نقطة              |
| 2                      | Trek-Segafredo ‏                     | الولايات المتحدة         | 2877 نقطة              |
| 3                      | كانيون–إس آر إيه إم ريسينغ 2022 ‏    | ألمانيا                  | 1836 نقطة              |
| 4                      | FDJ-Nouvelle Aquitaine-Futuroscope ‏ | فرنسا                    | 1800 نقطة              |
| 5                      | موفيستار للسيدات 2022 ‏              | إسبانيا                  | 1668 نقطة              |
| 6                      | Team DSM                            | هولندا                   | 1616 نقطة              |
| 7                      | يو أي أيه تيم 2022 ‏                 | الإمارات العربية المتحدة | 1488 نقطة              |
| 8                      | جامبو فيسما للسيدات 2022 ‏           | هولندا                   | 1029 نقطة              |
| 9                      | فالكار ترافل سيرفس 2022 ‏            | إيطاليا                  | 744 نقطة               |
| 10                     | Ceratizit-WNT ‏                      | المملكة المتحدة          | 456 نقطة               |
| مصدر: ProCyclingStats  |                                     |                          |                        |

## تصانيف فرعية

### تصنيف أفضل شاب
| تصنيف أفضل شاب        | تصنيف أفضل شاب      | تصنيف أفضل شاب  | تصنيف أفضل شاب            | تصنيف أفضل شاب |
| العداء                | العداء              | البلد           | الفريق                    | الوقت          |
| --------------------- | ------------------- | --------------- | ------------------------- | -------------- |
| 1                     | فايفر جورجي         | المملكة المتحدة | فريق سنويب للسيدات ‏       |                |
| 2                     | شيرين فان أنروي     | هولندا          | Lidl–Trek (women's team) ‏ |                |
| 3                     | Mischa Bredewold ‏   | هولندا          | باركهوتل فالكنبورغ ‏       |                |
| 4                     | Julia Borgström ‏    | السويد          | إن إكس تي جي ريسينغ ‏      |                |
| 5                     | Lonneke Uneken ‏     | هولندا          | إس دي وركس ‏               |                |
| 6                     | Silke Smulders ‏     | هولندا          | ليف ريسينغ ‏               |                |
| 7                     | Niamh Fisher-Black ‏ | نيوزيلندا       | إس دي وركس ‏               |                |
| 8                     | Femke Gerritse ‏     | هولندا          | باركهوتل فالكنبورغ ‏       |                |
| 9                     | Victoire Berteau ‏   | فرنسا           | Cofidis Women Team ‏       |                |
| 10                    | Maike van der Duin ‏ | هولندا          | دروبز ‏                    |                |
| مصدر: ProCyclingStats |                     |                 |                           |                |

## وصلات خارجية
- الموقع الرسمي
- لمحة عن سباق باريس روبيه للسيدات 2022 على موقع  ProCyclingStats   (برو  سايكلنج  ستاتس) - إحصاءات  محترفي  الدراجات.
- باريس روبيه للسيدات 2022 على موقع إحصائيات الدراجات الإحترافية (الإنجليزية)